# Periaeschna magdalena
Periaeschna magdalena är en trollsländeart som beskrevs av Martin 1909. Periaeschna magdalena ingår i släktet Periaeschna och familjen mosaiktrollsländor. IUCN kategoriserar arten globalt som livskraftig. Inga underarter finns listade i Catalogue of Life.